# Xorides calidus
Xorides calidus là một loài tò vò trong họ Ichneumonidae.